# CodeView
CodeView war ein textbasierter Debugger von Microsoft zum Debuggen von MS-DOS-, Windows- und OS/2-Anwendungen.
CodeView war nicht als separates Produkt erhältlich, sondern konnte nur als Beigabe zusammen mit den Microsoft-Compilern und der Entwicklungsumgebung Programmer’s WorkBench (PWB) erworben werden. Unterstützt werden die Programmiersprachen QuickBASIC, QuickC, Microsoft C/C++, Microsoft FORTRAN, Microsoft Pascal und Microsoft Macro Assembler (MASM). Erstmals erhielt das im Jahr 1986 veröffentlichte Microsoft C 4.0 CodeView. Im Gegensatz zu älteren, sehr einfach gehaltenen Debuggern wie DEBUG.EXE ermöglicht CodeView auch das zeilenweise Durchlaufen des Quelltextes sowie die Überwachung von Variablen. Um die Verbindung zwischen dem gerade ausgeführten Maschinencode und der jeweiligen Position im Quelltext herzustellen, ist es notwendig, dass vom jeweiligen Compiler Debugsymbole generiert werden. Standardmäßig teilte sich CodeView die Bildschirmausgabe mit dem auszuführenden Programm, allerdings konnte CodeView auch auf einem zweiten Bildschirm im Vollbildmodus ausgeführt werden, wenn der Rechner dies unterstützte.
Ein großes Problem von CodeView waren die Einschränkungen von DOS: CodeView war wie jedes andere DOS-Programm auf die 640 KiB konventioneller Speicher beschränkt und musste sich diese auch noch mit dem zu debuggenden Programm teilen, was das Debuggen speicherintensiver Programme erschwerte. Da DOS keinerlei Speicherschutz bot, konnten sich CodeView und das auszuführende Programm gegenseitig beeinflussen oder sich auch gegenseitig zum Absturz bringen. Anders war dies nur bei CodeView für OS/2, der den Protected Mode des 80286-Prozessors nutzte, um vor anderen Anwendungen geschützt zu sein.
Die letzte Version von CodeView war Version 4.1. Mit Visual C++ wurde die Funktionalität von CodeView in die Entwicklungsumgebung integriert.
Der größte Konkurrent von CodeView war der Turbo Debugger von Borland.